# José Yves Limantour

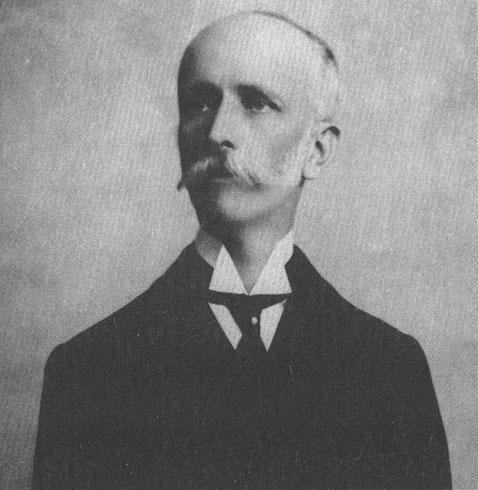
José Yves Limantour

José Yves Limantour Marquet, ook wel geschreven als José Ives Limantour, (Mexico-Stad, 1854-Parijs, 27 augustus 1935) was een Mexicaans econoom en politicus.
Limantour had Franse ouders. Zijn vader Joseph had een fortuin verdiend door tijdens de Hervormingsoorlog en de Franse Interventie zaken te doen. Op 21-jarige leeftijd besloot Limantour op een reis door Europa bij de Mexicaanse ambassade in Rome voor de Mexicaanse nationaliteit te kiezen.
Van 1877 tot 1882 was hij editor van het positivische juridische tijdschrift El Foro. Hij raakte persoonlijk bevriend met Porfirio Díaz, president van Mexico van 1876 tot 1910. Hij ontwikkelde zich tot een van de belangrijkste científicos, de positivistische adviseurs van Díaz. Limantour trouwde met María Cañas y Buch, jeugdvriendin van Díaz' tweede vrouw. In 1892 stelde Limantour samen met tien andere liberalen een manifest op waarin hij zich sterk maakte voor de herverkiezing van Díaz, die hij de "grootste staatsman uit de geschiedenis van ons land" noemde. Limantour beschouwde Mexico als een achtergebleven land, dat alleen onder een sterke dictatoriale leider geregeerd kon worden. Economische stabiliteit achtte hij belangrijker dan burgerlijke vrijheden.
In 1893 benoemde Díaz Limantour tot minister van haciënda, op het moment dat Mexico na een misoogst en depreciatie van de Mexicaanse peso in een kleine economische crisis was geraakt. Limantour revitaliseerde de economie en bracht inkomsten en uitgaven in balans. Ook maakte hij werk van het afschaffen van alcabalas, binnenlandse prijsbarrières. Hij stimuleerde het aanleggen van spoorwegen en buitenlandse investeringen. Hij poogde voornamelijk investeerders uit Frankrijk en het Verenigd Koninkrijk aan te trekken, om te voorkomen dat Mexico volledig afhankelijk zou worden van de Verenigde Staten. In 1905 liet hij de peso koppelen aan de goudstandaard.
Hoewel zijn beleid voor een economische opleving zorgde, bleef de monetaire situatie instabiel. Bovendien kwamen de hervormingen maar een klein deel van de Mexicanen ten goede, en bleven grote delen van de bevolking leven in abjecte armoede. Limantour probeerde dit laatste te rechtvaardigen met sociaal darwinistische denkbeelden.
Door velen werd Limantour als de potentiële opvolger van Díaz gezien, zeker toen deze in 1902 Bernardo Reyes opzij schoof als vicepresident ten gunste van Limantour, die dat ambt echter weigerde. Tijdens het uitbreken bij de Mexicaanse Revolutie in 1910 was Limantour in Frankrijk. Hij onderschatte de revolutionairen en ging ervan uit dat Díaz de macht weer zou herstellen. Dit bleek echter niet waar en in 1911 werd Díaz gedwongen af te treden. Hoewel Limantour een goede verstandhouding had met de nieuwe president Francisco I. Madero besloot hij niet meer terug te keren. Hij bleef in Parijs wonen waar hij in 1935 overleed.
- Biblioteca Nacional de España: XX5128135
- Bibliothèque nationale de France: cb15342309m (data)
- Gemeinsame Normdatei: 1057511749
- International Standard Name Identifier: 0000 0000 1971 5760
- Library of Congress Control Number: n00095585
- Nationale Bibliotheek van Israël: 987007426212605171
- SNAC: w6p85427
- Système universitaire de documentation: 08232722X
- Virtual International Authority File: 64308384
- WorldCat: E39PBJm9cjHGkqJf8gyX3Jb68C